# Отряд 516
Отряд 516 (яп. 第五一六部隊, кодовое название) (полное официальное наименование в Императорской армии Японии — «Отряд 516 Химического управления Квантунской армии») — одно из спецподразделений японской Квантунской армии, родственное отряду 731 (которому де-факто подчинялось) и отряду 100, специализировавшееся на создании химического оружия высокой эффективности. Управлялось кэмпэйтай в Цицикаре на северо-востоке современного Китая. 

## Деятельность
Отряд занимался разработкой химического оружия для нужд Императорской армии Японии, которое должно было стать, по замыслам японского командования, мощным оружием в войне против СССР и стран Восточной Азии (Китайская Республика и Монголия, а также силы сопротивления в Корее). В частности, исследовались следующие химические вещества (часть из них применялась в битве при Чандэ):
- Фосген
- Синильная кислота
- Камит и хлорацетофенон
- Дифенилцианарсин и дифенилхлорарсин
- Хлорид мышьяка(III)
- Иприт
- Люизит

По китайским данным, отрядом 516 были приложены усилия для производства до 2 млн единиц химического оружия, которые в конце войны были захоронены в земле; по японским данным, эта цифра составляла 700 тысяч. До 1995 года Япония отказывалась признавать обвинения в том, что сбрасывала оружие в реку Нэньцзян между Хулун-Буиром и Хэйлунцзяном, а также утверждала, что СССР передавал конфискованное химическое оружие властям КНР, которые затем якобы распорядились захоронить его в землю (часть оружия была конфискована Гоминьданом). В настоящее время китайские власти продолжают поиски химического оружия времён Второй мировой и производят его захоронение в специальном могильнике в провинции Цзилинь, уезде Дуньхуа.